# Vi er allesammen tossede
Vi er allesammen tossede er en dansk film fra 1959 af Sven Methling.

## Medvirkende
- Kjeld Petersen
- Jessie Lauring
- Dirch Passer
- Preben Mahrt
- Birgitte Reimer
- Buster Larsen
- Emil Hass Christensen
- Bjørn Puggaard-Müller
- Keld Markuslund
- Ole Monty
- Carl Ottosen
- Chr. Arhoff
- Mogens Brandt